# 格林維爾 (加利福尼亞州尤巴縣)
格林維爾（英語：Greenville）是位於美國加利福尼亞州尤巴縣的一個非建制地區。該地的面積和人口皆未知。

## 地理
格林維爾的座標為39°26′12″N 121°10′39″W / 39.43667°N 121.17750°W，而該地的平均海拔高度為665米（即2182英尺）。